# Šahrabaraz
Farukan († 630.), poznatiji pod imenom Šahrabaraz, što otprilike znači „kraljevski vepar“, je bio perzijski general iz 7. stoljeća, koji se u doba kralja Hozroja II. uspješno borio protiv Bizanta. Tako je godine 613. osvojio Damask, a 614. Jeruzalem pri čemu je došlo do krvavih borbi sa stanovništvom.  
No car Heraklije ga je 622. pobijedio; Šahrabaraz je 626. poveo veliku vojsku na Carigrad kojega su već opsjedali Avari no Bizantinci su uspjeli spriječiti ujedinjenje perzijske i avarske vojske te obranili grad. Sljedećih godina Šahrabaraz nije sudjelovao u perzijsko-bizantskom ratu ponajviše zato što ga je Hozroje II. okrivljavao za neke perzijske neuspjehe. Nakon pobjede Bizanta, Perzija je mirovnim ugovorom 628. odnosno 629. morala Bizantu vratiti sva osvojena područja. Godine 630. Šahrabaraz je ubio kralja Ardašira III. te se sam proglasio velikim kraljem Perzije što je bilo karakteristično za tadašnje kaotično stanje u Perziji. Šahrabaraz je dobio potporu bizantskoga cara Heraklija obećavši mu da će ubrzati povlačenje perzijske vojske iz osvojenih područja, ali u samoj Perziji nije imao podrške jer nije pripadao dinastiji Sasanida tako da je nakon tromjesečne vladavine (od travnja do lipnja 630.) ubijen. Vjerojatno je nešto prije toga prešao na kršćanstvo te bi on u tom slučaju bio jedini perzijski kralj kršćanin. 
Njegov sin grčkoga imena Niketa služio je nakon ubojstva svoga oca neko vrijeme u bizantskoj vojsci te i zapovijedao jednim dijelom bizantske vojske u skorašnjem bizantsko-arapskom ratu. Arapi su ga nakon pobjede i pogubili. 